# Elemento de volumen
En matemáticas, un elemento de volumen proporciona un medio para integrar el valor del volumen asociado a una función, cuyas características geométricas suelen determinar el sistema de coordenada más adecuado en el que definirlo (habitualmente, coordenadas cartesianas, esféricas o cilíndricas). Así, un elemento de volumen es una expresión de la forma
{\displaystyle \mathrm {d} V=\rho (u_{1},u_{2},u_{3})\,\mathrm {d} u_{1}\,\mathrm {d} u_{2}\,\mathrm {d} u_{3}}
donde {\displaystyle u_{i}} son las coordenadas, de modo que el volumen de cualquier conjunto {\displaystyle B} se puede calcular mediante la expresión
{\displaystyle \operatorname {Volumen} (B)=\int _{B}\rho (u_{1},u_{2},u_{3})\,\mathrm {d} u_{1}\,\mathrm {d} u_{2}\,\mathrm {d} u_{3}.}
Por ejemplo, en coordenadas esféricas {\displaystyle \mathrm {d} V=u_{1}^{2}\sin u_{2}\,\mathrm {d} u_{1}\,\mathrm {d} u_{2}\,\mathrm {d} u_{3}}, y por lo tanto, {\displaystyle \rho =u_{1}^{2}\sin u_{2}}.
La noción de elemento de volumen no se limita a tres dimensiones: en dos dimensiones a menudo se le conoce como elemento de área, y en este contexto es útil para calcular integrales de superficie. Bajo cambios de coordenadas, el elemento de volumen cambia por el valor absoluto del determinante jacobiano de la transformación de coordenadas (mediante las fórmulas de cambio de variables). Este hecho permite definir elementos de volumen como una especie de medida sobre un variedad. En una variedad diferenciable orientable, un elemento de volumen normalmente surge de una forma de volumen: una forma diferencial de grado superior. En una variedad no orientable, el elemento de volumen suele ser el valor absoluto de una forma de volumen (definida localmente) y que establece una 1-densidad.

## Elemento de volumen en el espacio euclídeo
En el espacio euclídeo, el elemento de volumen viene dado por el producto de los diferenciales de las coordenadas cartesianas
{\displaystyle \mathrm {d} V=\mathrm {d} x\,\mathrm {d} y\,\mathrm {d} z.}
En diferentes sistemas de coordenadas de la forma {\displaystyle x=x(u_{1},u_{2},u_{3})}, {\displaystyle y=y(u_{1},u_{2},u_{3})}, {\displaystyle z=z(u_{1},u_{2},u_{3})}, la expresión del elemento de volumen se modifica según el determinante jacobiano del cambio de coordenadas:
{\displaystyle \mathrm {d} V=\left|{\frac {\partial (x,y,z)}{\partial (u_{1},u_{2},u_{3})}}\right|\,\mathrm {d} u_{1}\,\mathrm {d} u_{2}\,\mathrm {d} u_{3}.}
Por ejemplo, en coordenadas esféricas (convención matemática)
{\displaystyle {\begin{aligned}x&=\rho \cos \theta \sin \phi \\y&=\rho \sin \theta \sin \phi \\z&=\rho \cos \phi \end{aligned}}}
el determinante jacobiano es
{\displaystyle \left|{\frac {\partial (x,y,z)}{\partial (\rho ,\phi ,\theta )}}\right|=\rho ^{2}\sin \phi }
de modo que
{\displaystyle \mathrm {d} V=\rho ^{2}\sin \phi \,\mathrm {d} \rho \,\mathrm {d} \theta \,\mathrm {d} \phi .}
Esto puede verse como un caso especial del hecho de que las formas diferenciales se transforman mediante una relación inversa {\displaystyle F^{*}} como
{\displaystyle F^{*}(u\;dy^{1}\wedge \cdots \wedge dy^{n})=(u\circ F)\det \left({\frac {\partial F^{j}}{\partial x^{i}}}\right)\mathrm {d} x^{1}\wedge \cdots \wedge \mathrm {d} x^{n}}

## Elemento de volumen de un subespacio lineal
Considérese el subespacio vectorial del espacio euclídeo 'Rn de n dimensiones que está abarcado por una colección de vectores linealmente independientes.
{\displaystyle X_{1},\dots ,X_{k}.}
Para encontrar el elemento de volumen del subespacio, es útil saber a partir del álgebra lineal que el volumen del paralelepípedo abarcado por {\displaystyle X_{i}} es la raíz cuadrada del determinante de la matriz de Gram de {\displaystyle X_{i}}:
{\displaystyle {\sqrt {\det(X_{i}\cdot X_{j})_{i,j=1\dots k}}}.}
A cualquier punto p en el subespacio se le pueden dar coordenadas {\displaystyle (u_{1},u_{2},\dots ,u_{k})} tales que
{\displaystyle p=u_{1}X_{1}+\cdots +u_{k}X_{k}.}
En un punto p, si se forma un pequeño paralelepípedo de lados {\displaystyle \mathrm {d} u_{i}}, entonces el volumen de ese paralelepípedo es la raíz cuadrada del determinante de la matriz grammiana
{\displaystyle {\sqrt {\det \left((du_{i}X_{i})\cdot (du_{j}X_{j})\right)_{i,j=1\dots k}}}={\sqrt {\det(X_{i}\cdot X_{j})_{i,j=1\dots k}}}\;\mathrm {d} u_{1}\,\mathrm {d} u_{2}\,\cdots \,\mathrm {d} u_{k}.}
Por lo tanto, esto define la forma del volumen en el subespacio lineal.

## Elemento de volumen en variedades
En una variedad de Riemann orientada de dimensión n, el elemento de volumen es una forma de volumen igual al dual de Hodge de la función constante unitaria, {\displaystyle f(x)=1}:
{\displaystyle \omega =\star 1.}
De manera equivalente, el elemento de volumen es precisamente el símbolo de Levi-Civita {\displaystyle \epsilon }. En coordenadas,
{\displaystyle \omega =\epsilon ={\sqrt {\left|\det g\right|}}\,\mathrm {d} x^{1}\wedge \cdots \wedge \mathrm {d} x^{n}}
donde {\displaystyle \det g} es el determinante del tensor métrico g escrito en el sistema de coordenadas.

### Elemento de área de una superficie
Se puede explorar un ejemplo simple de un elemento de volumen considerando una superficie bidimensional incluida en el espacio euclídeo n-dimensional. Este elemento de volumen a veces se denomina elemento de área. Considérese un subconjunto {\displaystyle U\subset \mathbb {R} ^{2}} y una función de aplicación
{\displaystyle \varphi :U\to \mathbb {R} ^{n}}
definiendo así una superficie incluida en {\displaystyle \mathbb {R} ^{n}}. En dos dimensiones, el volumen es solo área y un elemento de volumen proporciona una forma de determinar el área de partes de la superficie. Así, un elemento de volumen es una expresión de la forma
{\displaystyle f(u_{1},u_{2})\,\mathrm {d} u_{1}\,\mathrm {d} u_{2}}
que permite calcular el área de un conjunto B que se encuentra en la superficie calculando la integral
{\displaystyle \operatorname {Area} (B)=\int _{B}f(u_{1},u_{2})\,\mathrm {d} u_{1}\,\mathrm {d} u_{2}.}
Aquí se encuentra el elemento de volumen en la superficie que define el área en el sentido habitual. El determinante jacobiano de la aplicación es
{\displaystyle \lambda _{ij}={\frac {\partial \varphi _{i}}{\partial u_{j}}}}
con el índice i que va de 1 a n, y j que va de 1 a 2. La métrica euclídea en el espacio n-dimensional induce una métrica {\displaystyle g=\lambda ^{T}\lambda } en el conjunto U, con los elementos de la matriz
{\displaystyle g_{ij}=\sum _{k=1}^{n}\lambda _{ki}\lambda _{kj}=\sum _{k=1}^{n}{\frac {\partial \varphi _{k}}{\partial u_{i}}}{\frac {\partial \varphi _{k}}{\partial u_{j}}}.}
El determinante de la métrica viene dado por
{\displaystyle \det g=\left|{\frac {\partial \varphi }{\partial u_{1}}}\wedge {\frac {\partial \varphi }{\partial u_{2}}}\right|^{2}=\det(\lambda ^{T}\lambda )}
Para una superficie regular, este determinante no se anula, y de manera equivalente, la matriz jacobiana tiene rango 2.
Considérese ahora un cambio de coordenadas en U, dado por un difeomorfismo
{\displaystyle f\colon U\to U,}
de modo que las coordenadas {\displaystyle (u_{1},u_{2})} estén dadas en términos de {\displaystyle (v_{1},v_{2})} por {\displaystyle (u_{1},u_{2})=f(v_{1},v_{2})}. La matriz jacobiana de esta transformación viene dada por
{\displaystyle F_{ij}={\frac {\partial f_{i}}{\partial v_{j}}}.}
En las nuevas coordenadas, se tiene que
{\displaystyle {\frac {\partial \varphi _{i}}{\partial v_{j}}}=\sum _{k=1}^{2}{\frac {\partial \varphi _{i}}{\partial u_{k}}}{\frac {\partial f_{k}}{\partial v_{j}}}}
y entonces la métrica se transforma como
{\displaystyle {\tilde {g}}=F^{T}gF}
donde {\displaystyle {\tilde {g}}} es la métrica de la inversión en el sistema de coordenadas v. El determinante es
{\displaystyle \det {\tilde {g}}=\det g\left(\det F\right)^{2}.}
Dada la construcción anterior, ahora debería ser sencillo comprender cómo el elemento de volumen es invariante ante un cambio de coordenadas que preserva la orientación.
En dos dimensiones, el volumen es solo el área. El área de un subconjunto {\displaystyle B\subset U} viene dada por la integral
{\displaystyle {\begin{aligned}{\mbox{Area}}(B)&=\iint _{B}{\sqrt {\det g}}\;\mathrm {d} u_{1}\;\mathrm {d} u_{2}\\&=\iint _{B}{\sqrt {\det g}}\left|\det F\right|\;\mathrm {d} v_{1}\;\mathrm {d} v_{2}\\&=\iint _{B}{\sqrt {\det {\tilde {g}}}}\;\mathrm {d} v_{1}\;\mathrm {d} v_{2}.\end{aligned}}}
Por lo tanto, en cualquier sistema de coordenadas, el elemento de volumen toma la misma expresión: la expresión del elemento de volumen es invariante ante un cambio de coordenadas.
Téngase en cuenta que no había ninguna casuística particular sobre dos dimensiones en la presentación anterior, lo que permite asegurar que se puede generalizar trivialmente a dimensiones arbitrarias.

### Ejemplo: esfera
Por ejemplo, considérese la esfera con radio r centrada en el origen en R3. Esto se puede parametrizar usando coordenadas esféricas con la aplicación
{\displaystyle \phi (u_{1},u_{2})=(r\cos u_{1}\sin u_{2},r\sin u_{1}\sin u_{2},r\cos u_{2}).}
Entonces
{\displaystyle g={\begin{pmatrix}r^{2}\sin ^{2}u_{2}&0\\0&r^{2}\end{pmatrix}},}
y el elemento de área es
{\displaystyle \omega ={\sqrt {\det g}}\;\mathrm {d} u_{1}\mathrm {d} u_{2}=r^{2}\sin u_{2}\,\mathrm {d} u_{1}\mathrm {d} u_{2}.}